# David Loebsack

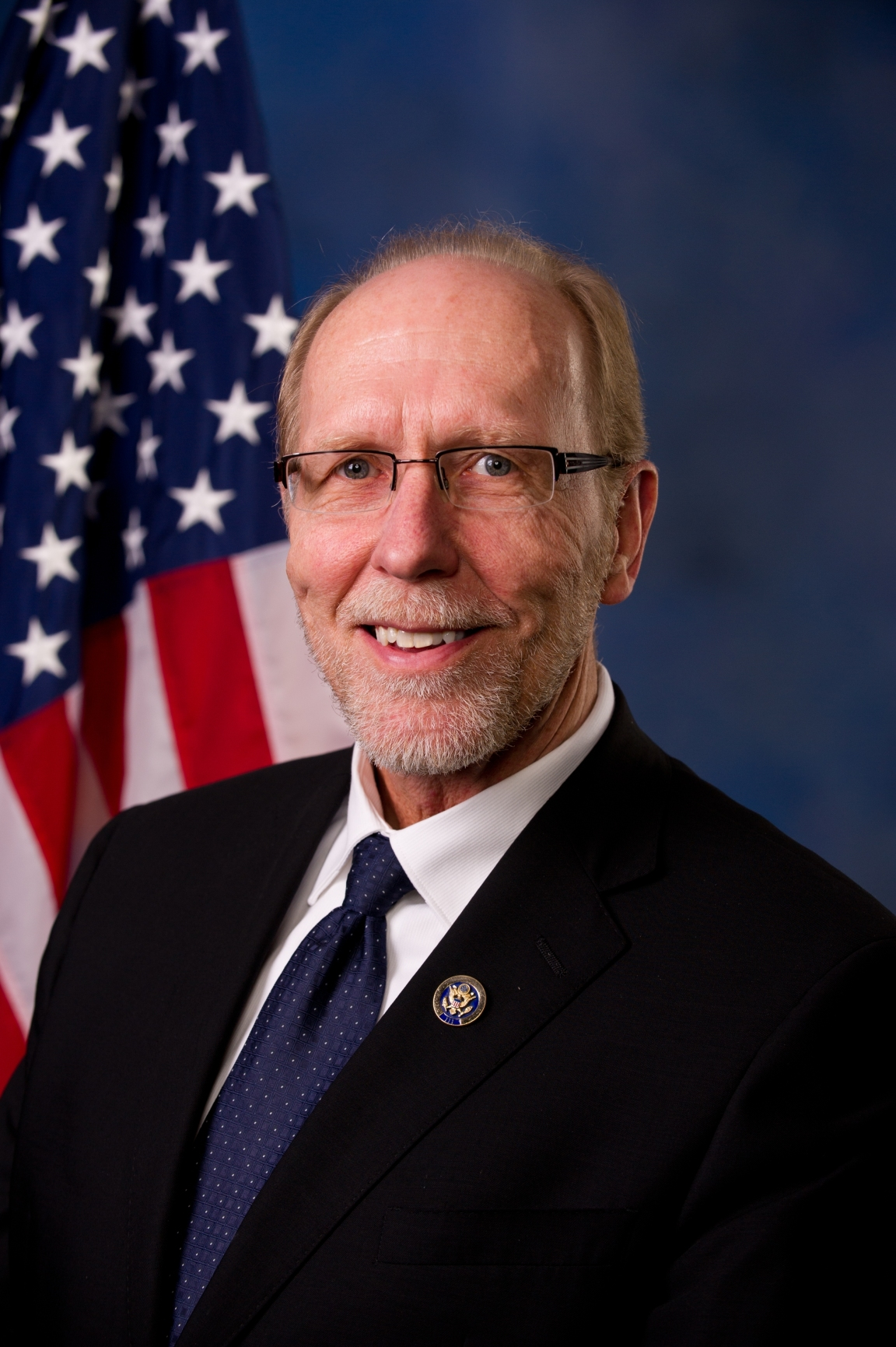
David Loebsack

David Wayne Loebsack (* 23. Dezember 1952 in Sioux City, Iowa) ist ein US-amerikanischer Politiker der Demokratischen Partei. Von 2007 bis 2021 vertrat er den Südosten Iowas im Repräsentantenhaus der Vereinigten Staaten.

## Familie, Ausbildung und Beruf
Loebsack besuchte bis 1970 die East High School in Sioux City. Danach studierte er bis 1974 an der Iowa State University politische Wissenschaften und im Anschluss Philosophie an der University of California in Davis. Nach dem Ende seiner Studienzeit lehrte Loebsack am Cornell College in Mount Vernon politische Wissenschaften.
Loebsack ist verheiratet und lebt privat in Mount Vernon.

## Politische Laufbahn
Bei der Wahl 2006 wurde Loebsack im zweiten Kongresswahlbezirk Iowas in das US-Repräsentantenhaus in Washington, D.C. gewählt. Dort trat er am 3. Januar 2007 die Nachfolge des Republikaners Jim Leach an, den er bei der Wahl mit 51 Prozent der Stimmen geschlagen hatte. Er wurde seitdem stets wiedergewählt und hatte nur 2012 eine Vorwahlherausforderung durch einen Parteifreund. Im April 2019 gab er bekannt, bei der Wahl 2020 nicht wieder anzutreten. Für seine Nachfolge hatten sich unter anderem die Demokratin Rita Hart, die 2018 als Vizegouverneurin angetreten war, und der frühere Kongressabgeordnete der Republikaner aus Illinois Bobby Schilling beworben. Loebsacks Mandat endete mit dem 116. Kongress am 3. Januar 2021. Zu seiner Nachfolgerin wurde die Republikanerin Mariannette Miller-Meeks gewählt.
Zeitweise war Loebsack Mitglied im Streitkräfteausschuss und im Ausschuss für Bildung und Arbeit sowie in je zwei Unterausschüssen.

## Positionen
Als Abgeordneter des landwirtschaftlich geprägten Staates Iowa setzt sich David Loebsack für die Interessen der Landwirte ein. Er ist für eine Verbesserung der Inneren Sicherheit und eine umweltfreundliche Politik.

## Belege
1. ↑  Elizabeth Meyer: Rita Hart Seen As ‘Perfect’ Candidate For Iowa’s 2nd District. In: Iowa Starting Line, 7. Juni 2019
2. ↑  Julia Shanahan: Former U.S. representative announces bid for Iowa’s 2nd Congressional District. In: The Daily Iowan, 8. Juli 2019.

| Personendaten    | Personendaten                              |
| ---------------- | ------------------------------------------ |
| NAME             | Loebsack, David                            |
| ALTERNATIVNAMEN  | Loebsack, David Wayne (vollständiger Name) |
| KURZBESCHREIBUNG | US-amerikanischer Politiker                |
| GEBURTSDATUM     | 23. Dezember 1952                          |
| GEBURTSORT       | Sioux City, Iowa                           |